# Demetrio Bolaños Espinosa
Demetrio Bolaños Espinosa (Oaxaca de Juárez, Oaxaca, 29 de septiembre de 1897-Ciudad de México, 10 de diciembre de 1986) en ocasiones referido como Demetrio Bolaños Cacho Espinosa, fue un periodista y político mexicano, miembro del Partido Revolucionario Institucional (PRI). Fue en dos ocasiones diputado federal.

## Biografía
Nacido en la ciudad de Oaxaca e hijo de Demetrio Bolaños Cacho y de Soledad Espinosa Ocampo; numerosos miembros de la familia Bolaños Cacho han ocupado cargos políticos de índole federal y estatal, entre los que están: su tío Miguel Bolaños Cacho fue gobernador de Oaxaca; sus primos hermanos, Raúl Bolaños-Cacho Güendulain, diputado federal y Gustavo Díaz Ordaz, presidente de México de 1964 a 1970; así como sus sobrinos Raúl Bolaños Cacho Guzmán, Raúl Bolaños Cacho Cué y Jorge Fernando Iturribarría Bolaños-Cacho; también fueron sus sobrinos los actores Roberto Gómez Bolaños «Chespirito» y Horacio Gómez Bolaños, y la cantante y senadora Susana Harp Iturribarría.
Realizó los estudios de preparatoria en el Instituto de Ciencias y Artes de Oaxaca y luego egresó como ingeniero agrónomo de la Escuela Nacional de Agricultura. Desde 1920 se dedicó al ejercicio del periodismo, llegando a ser editor de «El Universal Gráfico», fue además autor y traductor bajo el seudónimo de Oscar Leblanc. En 1934 fue postulado candidato del Partido Nacional Revolucionario (PNR) a diputado federal por el Distrito 7 de Oaxaca, siendo elegido para la XXXVI Legislatura que terminó en 1937. Durante este cargo, fundó y dirigió el primer periódico editado por una legislatura federal, que se denominó «Proa».
Al término de su periodo legislativo, en 1937 dirigió la estación de radio del Partido Nacional Revolucionario; y luego fue fundador y dirigió de 1938 a 1946 la oficina de Información Económica de los Estados y Territorios Federales. Solo dejó este cargo para ser por segunda ocasión diputado federal, esta vez postulado por el ya Partido de la Revolución Mexicana, por el Distrito 4 de Oaxaca; resultando elegido para la XXXVIII Legislatura de 1940 a 1943. En esta legislatura fue integrante de la comisión de Seguridad Social. A partir de 1946, fue editor de «El Universal».